# Gylands kommun
Gylands kommun (norska: Gyland kommune) var en kommun i Vest-Agder fylke i södra Norge. Kommunen omfattade den nordöstra delen av nuvarande Flekkefjords kommun. Byn Gyland utgjorde kommunens centralort.

## Administrativ historik
Gylands kommun upprättades den 31 december 1893 genom utbrytning ur Bakke kommun. Kommunen hade 1 085 invånare vid upprättandet.
Den 1 januari 1965 gick kommunen, tillsammans med kommunerna Hidra och Nes och en del av Bakke kommun, upp i Flekkefjords kommun. Kommunens hade då 691 invånare.